# Raül Contel i Ferreres
Raül Contel i Ferreres (Barcelona, 1948) és un guionista, director de cinema i escriptor català, fill del cineasta amateur Agustí Contel.

## Biografia
Va començar a rodar curtmetratges en 8 mm des del 1960, però no va debutar com a professional fins al començament de la dècada del 1980. Desig de viure (1980) va rebre el premi extraordinari Ciutat de Sant Sebastià; Cos trencat (1980) i Seqüències d'un grup (1981), van rebre el premi Especial Qualitat del Ministeri de Cultura d'Espanya; Amort (1982) va rebre premi extraordinari al Festival de Sant Feliu de Guíxols.
Simultàniament, del 1982 al 1984 fou professor d'iniciació al cinema, fou un dels creadors del col·lectiu Nous Directors Catalans (1984-1988) i un dels quinze fundadors del Col·legi de Directors de Cinema de Catalunya.
Va debutar en el llargmetratge el 1983 amb L'home ronyó, amb el qual el seu protagonista Pep Anton Muñoz fou guardonat als IV Premis de Cinematografia de la Generalitat de Catalunya (1986), alhora que ell rebia el premi al millor curtmetratge per Boig film. El segon llargmetratge, Crits sords (1984), va rebre el premi al millor llargmetratge als III Premis de Cinematografia de la Generalitat de Catalunya (1985). i el premi Nous Realizadors del Ministeri de Cultura d'Espanya. El 1984 va rodar Dit d'or, el primer episodi de la sèrie Històries irreals de la Plaça Reial i protagonitzat per Ovidi Montllor. Film, film (1988) fou premiat com a millor curt del Festival Internacional de Cinema Independent d'Elx. i Cos mort (1987) al Festival de Cinema de l'Alfàs del Pi. El seu tercer llargmetratge, Gent de fang (1991), no arribaria a estrenar-se. Va escriure algunes peces de teatre i el 1992 fins i tot una novel·la, L'home porc. Des d'aleshores es dedica a impartir cursos i conferències.

## Teatre
- Un ratolí, un gat, un canari i una boa a l'armari (1990)
- Contes per a garrins (1990)
- No hi ha res com ser siamès! (1993)
- Les nines de la Lola (1994)

## Filmografia
- Gish (curtmetratge, 1980)
- Desig de viure (curtmetratge, 1980)
- Cos trencat (curtmetratge, 1980)
- Seqüències d'un grup (1981)
- Amort (curtmetratge, 1982)
- L'última Leda (curtmetratge, 1983)
- L'home ronyó (1983)
- Boig film (1984)
- Crits sords (1984)
- Cos mort (1987)
- D'ocells (1988)
- Gent de fang (1991)